# Neoepilobocera
Neoepilobocera is een geslacht van kreeftachtigen uit de klasse van de Malacostraca (hogere kreeftachtigen).

## Soort
- Neoepilobocera gertraudae (Pretzmann, 1965)